# Nhị Mỹ (xã)
Nhị Mỹ là một xã thuộc huyện Cao Lãnh, tỉnh Đồng Tháp, Việt Nam.

## Địa lý
Xã Nhị Mỹ nằm ở trung tâm huyện Cao Lãnh, có vị trí địa lý:
- Phía bắc giáp xã Ba Sao
- Phía nam giáp xã An Bình
- Phía đông giáp xã Mỹ Thọ
- Phía tây giáp xã Phương Trà.

Xã có diện tích 28,10 km², dân số năm 1999 là 10.901 người, mật độ dân số đạt 388 người/km².

## Lịch sử
Ngày 27 tháng 12 năm 1980, Hội đồng Chính phủ ban hành Quyết định 382-CP về việc chia xã Nhị Bình thành hai xã lấy tên là xã Nhị Mỹ và xã An Bình.
Ngày 5 tháng 1 năm 1981, Hội đồng Chính phủ ban hành Quyết định 4-CP về việc chia huyện Cao Lãnh thành hai huyện lấy tên là huyện Cao Lãnh và huyện Tháp Mười. Xã Nhị Mỹ thuộc huyện Cao Lãnh.
Ngày 23 tháng 2 năm 1983, Hội đồng Bộ trưởng ban hành Quyết định 13-HĐBT về việc thành lập thị xã Cao Lãnh trên cơ sở điều chỉnh một phần diện tích và dân số của huyện Cao Lãnh. Xã Nhị Mỹ thuộc huyện Cao Lãnh.